# 北京航空食品

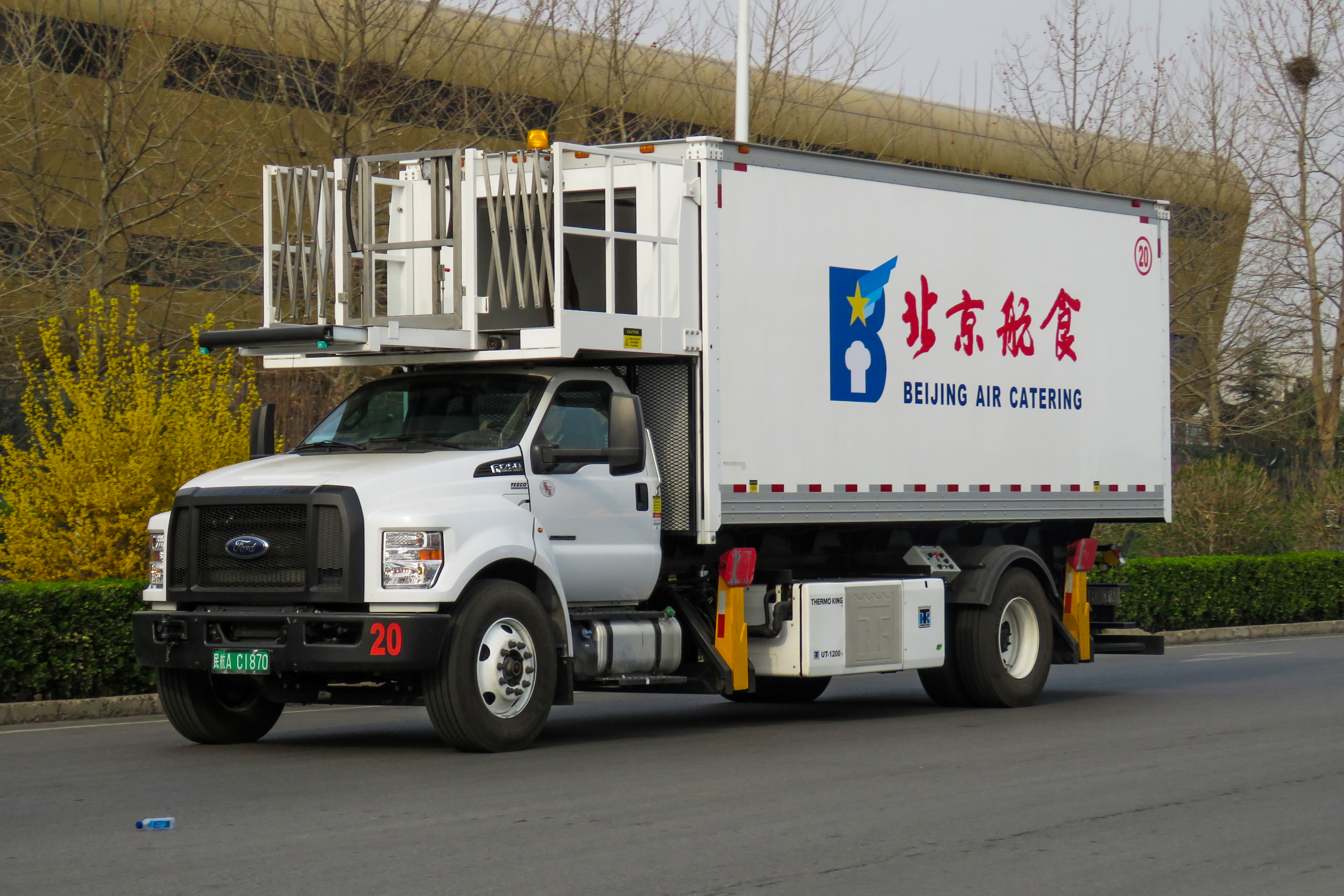
北京航食的福特F-650配餐货车

北京航空食品有限公司是一间总部设于北京首都国际机场一带的航空配餐公司，1980年由中国民航北京管理局与香港中国航空食品有限公司共同投资设立，為1954年后中國內地第一家中外合資企業，得「中華人民共和國外國投資管理委員會外資審字（1980）第一號」，主業是為航班提供配餐和機上供應物品服務，客户有40餘家中外航空公司，单日配餐量最多达12.47万份，在首都机场航班配餐中约占70%的份额。現任董事長為陈松，名譽董事長為美心集團創辦人之一伍沾德的大女兒伍淑清。

## 历史

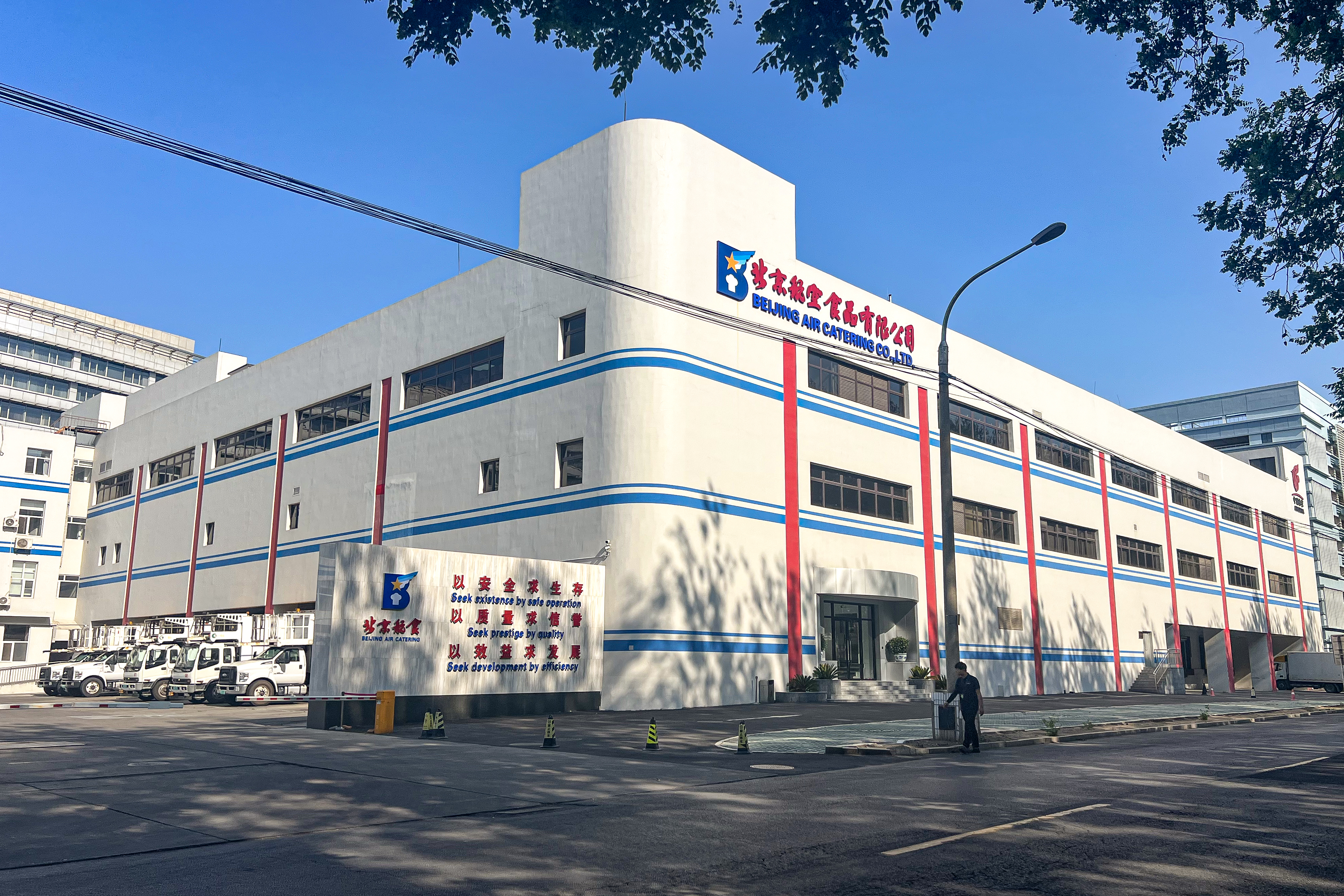
1995年建成的西区配餐楼

20世纪70年代末，负责北京首都机场航班配餐的只有中国民航北京管理局下属的一个配餐间，工作人员仅30余人，日均配餐600余份，但因配餐设施落后、餐食简陋而经常被旅客投诉，通航北京的12间外国航空公司中仅6家由民航京管局配餐间配餐或部分配餐:276，时任国务院副总理邓小平亦曾批评专机配餐的质量。1979年中美建交后展开通航谈判，美方提出中美航线的配餐必须符合国际标准，泛美航空在考察首都机场配餐间后甚至提出在东京经停时首次配餐，邓小平则坚持配餐必须在北京解决。有鉴于此，时任中国民航北京管理局局长徐柏龄曾到日本、香港等地考察，也有意与境外配餐公司合作，但当时民航北京管理局并无外汇，日航和瑞航提出的附加条件也未获民航局同意。
香港美心食品创始人伍沾德长女伍淑清1978年12月在内地考察时也注意到了中国民航的配餐问题，此后新华社香港分社社长王匡也邀请伍沾德北上讨论合作事宜。1979年3月，伍沾德开始与民航局商谈合作事宜，但当时改革开放刚刚开始，合资企业在中国内地尚无先例，《中华人民共和国中外合资经营企业法》直至1979年7月才颁布，商谈过程因此并不顺利。1979年9月，伍氏将香港的相关英文法律和章程翻译成中文，其后与民航北京管理局签署备忘录。同年9月6日，中国民航总局上报国务院《关于与外资合营北京首都机场配餐间的请示》，10月1日由时任副总理谷牧批示同意:275。1979年11月，伍沾德与民航局局长沈图商谈后，决定先行回港筹措500万港币，并从美国订购配餐设备，将设备经由香港运往天津港，以筹办航空食品公司，民航北京管理局则将配餐车间折旧作价300万元，占股51%；香港中国航空食品有限公司出资288万元，占股49%。
配餐设备运抵北京后，合营双方于1980年3月8日签订合资经营合同、公司章程等，1980年4月10日获中华人民共和国外国投资管理委员会《外资审字〔1980〕第一号》通知批复。1980年5月1日，北京航空食品公司正式成立，成为中苏民用航空股份公司等中苏合资企业1954年被赎回后中国内地第一家中外合资企业，也结束了中国民航没有航空配餐企业的历史。北京航食在合营第一个月配餐28379份，首八个月累计完成303529份配餐，日平均配餐量达到1285份，1981年的日平均配餐量更达到2129份，民航北京管理局在北京航食开业后1年8个月就将300万元投资额全部收回。

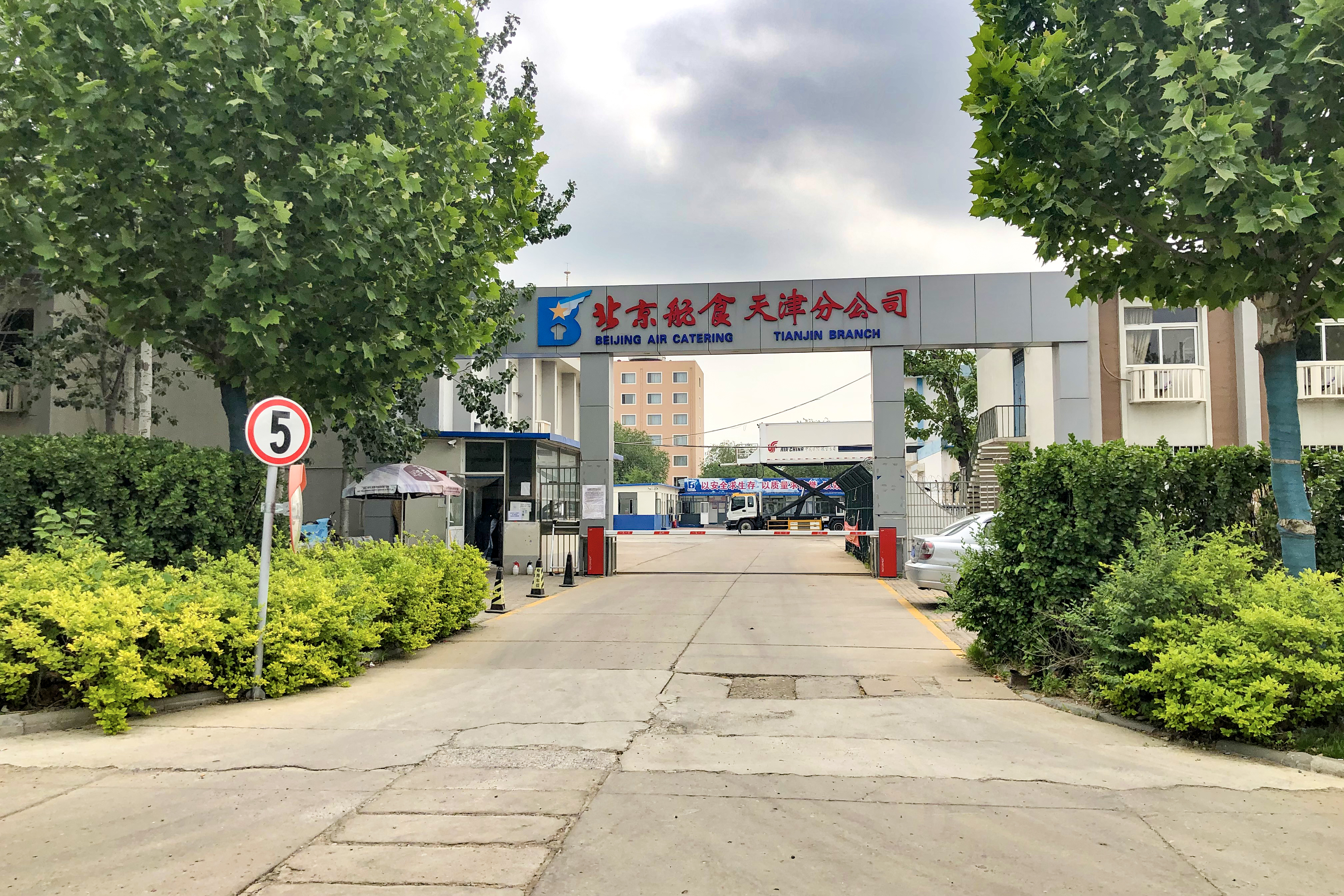
为天津滨海国际机场配餐的北京航食天津分公司

北京航食营业初期的业务除航空配餐外，也包括为部分国家驻华使领馆承包酒会、供应餐食等。1982年，北京航食与中国民航上海管理局合资在上海虹桥国际机场创办北京航食上海分公司，该分公司1986年改组为东方航空食品。1987年5月30日，民航北京管理局和香港北京航空食品有限公司（原香港中国航空食品有限公司）续签第二期合营合同，次年民航京管局一分为三，国航与港方9月13日协议将原投资人民航北京管理局更改为中国国际航空公司:277。
1995年，北京航食在最初的配餐楼旁建设一座3层的配餐楼，2008年在顺义区南法信镇建成占地面积52791平方米的新配餐楼。1990年，北京航食的平均日配餐量由合营前的640份增至8430份:277，2018年日均配餐更超过10万份。2010年，北京航食针对地面业务开设全资子公司北京航食餐饮管理公司。
2009年1月9日，中国航空集团和中航有限出资成立中翼航空投资有限公司，以整合集团内部的航食资源，同年2月6日揭牌。2019年2月，中翼航空投资有限公司和北京航空食品有限公司开始一体化运行，国航同年3月将其航班的机上餐食与机供品业务正式委托中翼公司管理。除北京航食外，中翼公司旗下还有上海中航航空食品有限公司、西南航空食品有限公司、重庆中航食品有限责任公司、浙江中宇航空发展有限公司等配餐公司。